# Могар
Мога́р (от лат. moharicum), или гоми, или щети́нник италья́нский, или итальянское просо (лат. Setária itálica) — однолетнее культурное растение семейства Злаки (Poaceae), вид рода Щетинник (Setaria), пищевая и кормовая культура, по своим качествам сходная с просом. Растение известно также под грузинским названием ღომი (гоми). Возделывается на сено, зелёный корм, силос и зерно, как крупяная культура.

## Ботаническое описание
Разрастаясь довольно плотными кустами, образует сомкнутый травостой. Стебли высотой 50—150 см, хорошо облиственны, прямостоячие, слабо кустятся, иногда ветвятся.
Корневая система могара мочковатая, проникает в почву на глубину до 1 м, однако большая часть корней располагается в верхних слоях почвы.
Листьев на стебле 5—16, листья длинные (до 50 см), шириной до 1,5 см. Листья с обеих сторон очень шершавые. Их вес в общей укосной массе достигает 50 %.
Соцветие — колосовидная метёлка (султан) длиной 20—25 см, шириной 4 см, не разделённая на отдельные лопасти (в отличие от чумизы). У основания колосков имеются нитевидные щетинки зелёного, желтоватого или темно-фиолетового цвета, которые придают султану мохнатый вид. Зерновки могара мельче, чем у проса, удлинённые, менее блестящие, окраска их от жёлтой до красноватой.
Цветёт с июля до августа.

## Распространение и экология

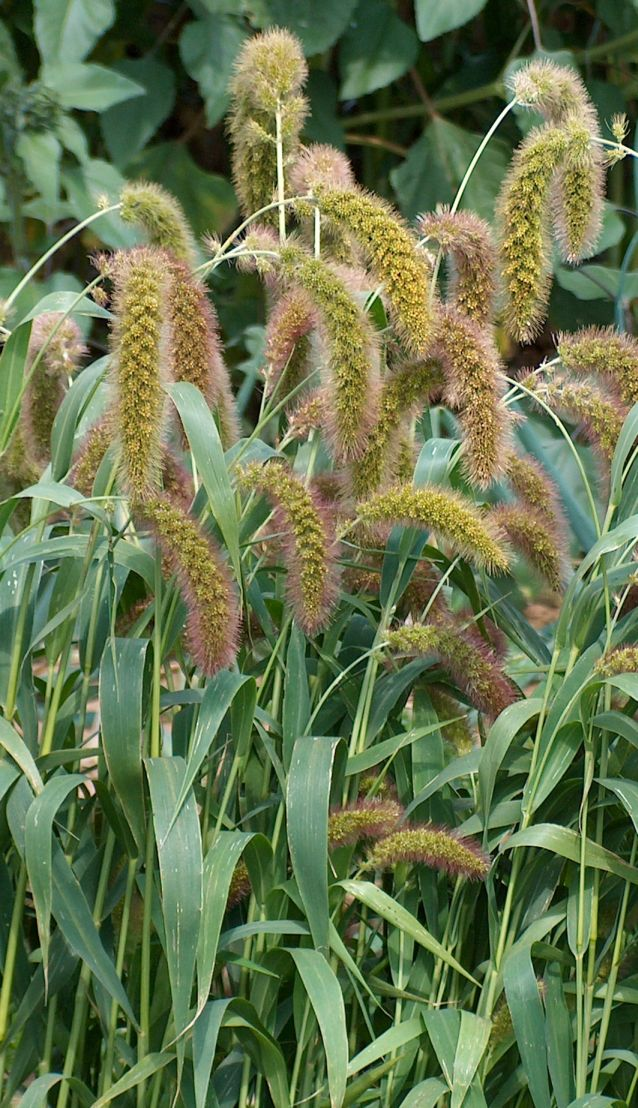

В диком виде могар произрастает в странах Азии. В культуре в странах с субтропическим и умеренным климатом выращивают как кормовое (зелёный корм, сено, силос, зерно) и продовольственное (зерно) растение. В СССР возделывался на корм в основном на Северном Кавказе, в Западной Сибири, Казахстане, Поволжье.
Растение с полей часто разносится как сорняк, встречается среди посевов других культур, на обочинах дорог и в населённых пунктах.
В экологическом отношении формы могар подразделяются на две группы: горносуходольный, или собственно могар (характеризуется большей скороспелостью, засухоустойчивостью, кустистостью), и долинноорошаемый, или кунак (отличается высокорослостью, грубостебельностью и меньшей кустистостью).
Размножается семенами. Всхожесть сохраняется 3—4 года. Обильно всходы появляются при температуре 10—12 °С. При набухании семена поглощают около 50 % воды и быстро всходят при влажности почвы 50 %. Всходы повреждаются заморозками при  −2 °C, но в фазе нескольких листочков выдерживают эти заморозки.
Хорошо растёт на различных типах почв — от легких до тяжелых суглинистых и глинистых. Прекрасно удается на чернозёмах. Плохо растёт на переувлажнённых, заболоченных, засоленных, хотя некоторых формы растут на слабосолонцеватых почвах.
Могар сравнительно устойчив к вредителям, иногда поражается просяной жужелицей. Болезни могара — головня, курчавость листьев.

## Химический состав
| выход в трубку    | 80,4 | 75 | 71 | 63 | 76 |
| колошение         | 86,9 | 69 | 71 | 66 | 68 |
| цветение          | 74,9 | 73 | 68 | 56 | 62 |
| молочная спелость | 76,8 | 72 | 65 | 57 | 66 |

Зёрна в процентах содержат: 3,71 золы, 0,089 кальция, 0,199 калия, 0,134 магния, 0,494 фосфора.

## Значение и применение

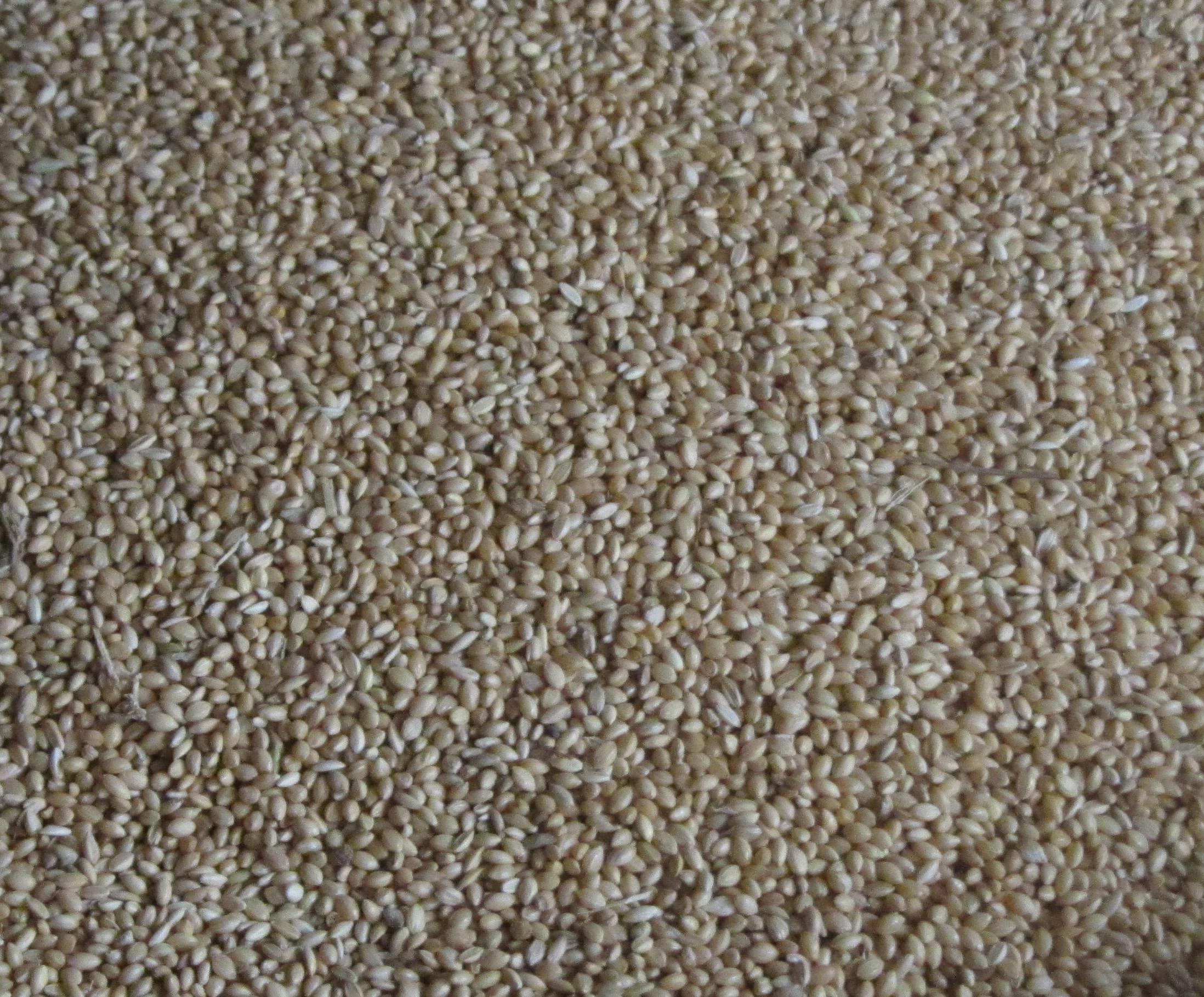
Крупа

Удовлетворительно поедается сельскохозяйственными животными на пастбище и в сене. Сено охотно поедается всеми видами животных. При кормлении силосом были случаи ухудшения коровами удоев и приобретения неприятного запаха, овцы теряли в весе. На пастбище корова может поедать за день 60—70 кг зелёной массы, овца 6—10 кг в зависимости от живого веса. Зерно поедается скотом и домашней птицей.
Помимо кормового назначения, могар можно возделывать для продовольственных целей и как сырьё для спиртовой промышленности. Скорее всего, именно он входил в рацион Ивана Денисовича («На второе была каша из магары»). Могар также упоминается Варламом Шаламовым в «Колымских рассказах» как пища лагерных заключённых Колымы.
В. Шаламов. Сухим пайком:

[…]Мы получили полностью свои жиры в виде комочка гидрожира, сахарный песок — меньше, чем я намывал лотком золотого песка, хлеб — липкий, вязкий хлеб, над выпечкой которого трудились великие, неподражаемые мастера привеса, кормившие и начальство пекарен. Крупа двадцати наименований, вовсе не известных нам в течение всей нашей жизни: магар, пшеничная сечка — все это было чересчур загадочно.[…]
Шаламов В. Надгробное слово:

— Я вернулся бы домой, к жене, к Агнии Михайловне. Купил бы ржаного хлеба — буханку! Сварил бы каши из магара — ведро! Суп-галушки — тоже ведро! И я бы ел все это. Впервые в жизни наелся бы досыта этим добром, а остатки заставил бы есть Агнию Михайловну.
Алин Д. А. Колымский рассказ:

[…]В бараке дневальный вручает каждому 250 г хлеба, маленький тяжелый кусочек, испеченный из 50 % прогорклой муки, остальное — молотое зерно магары (дикая трава, не имеющая никаких питательных свойств и растущая на Востоке и в Китае). Зерно этой травы внешне похоже на гречневую крупу, только по цвету отличается, бурого цвета, поэтому хлеб, испеченный с её примесью, похож на кусок обыкновенного обожженного кирпича[…]
Некоторые разновидности применяют как декоративные растения из-за красоты плотных метёлок, для свежих и сухих букетов или как дополнение к посадкам на каменистой горке.

## Опыт культуры
В севообороте могар размещают на чистых от сорняков полях, так как в начале вегетации он растет медленно. После посева почву прикатывают. Убирают на сено в начале выбрасывания соцветий, когда растения богаче питательными веществами и ещё не загрубели. Зелёная масса и сено могар обладают высокими кормовыми достоинствами: в 100 кг зелёной массы — 17 кормовых единиц, 1,8 кг переваримого белка и 7 г каротина; в 100 кг сена — 55 кормовых единиц, 5,5 кг переваримого белка и 2 г каротина. Урожай зелёной массы 100—250 ц, урожай сена 25—65 ц с 1 га. Урожай зерна достигает 20—25 ц с 1 га.

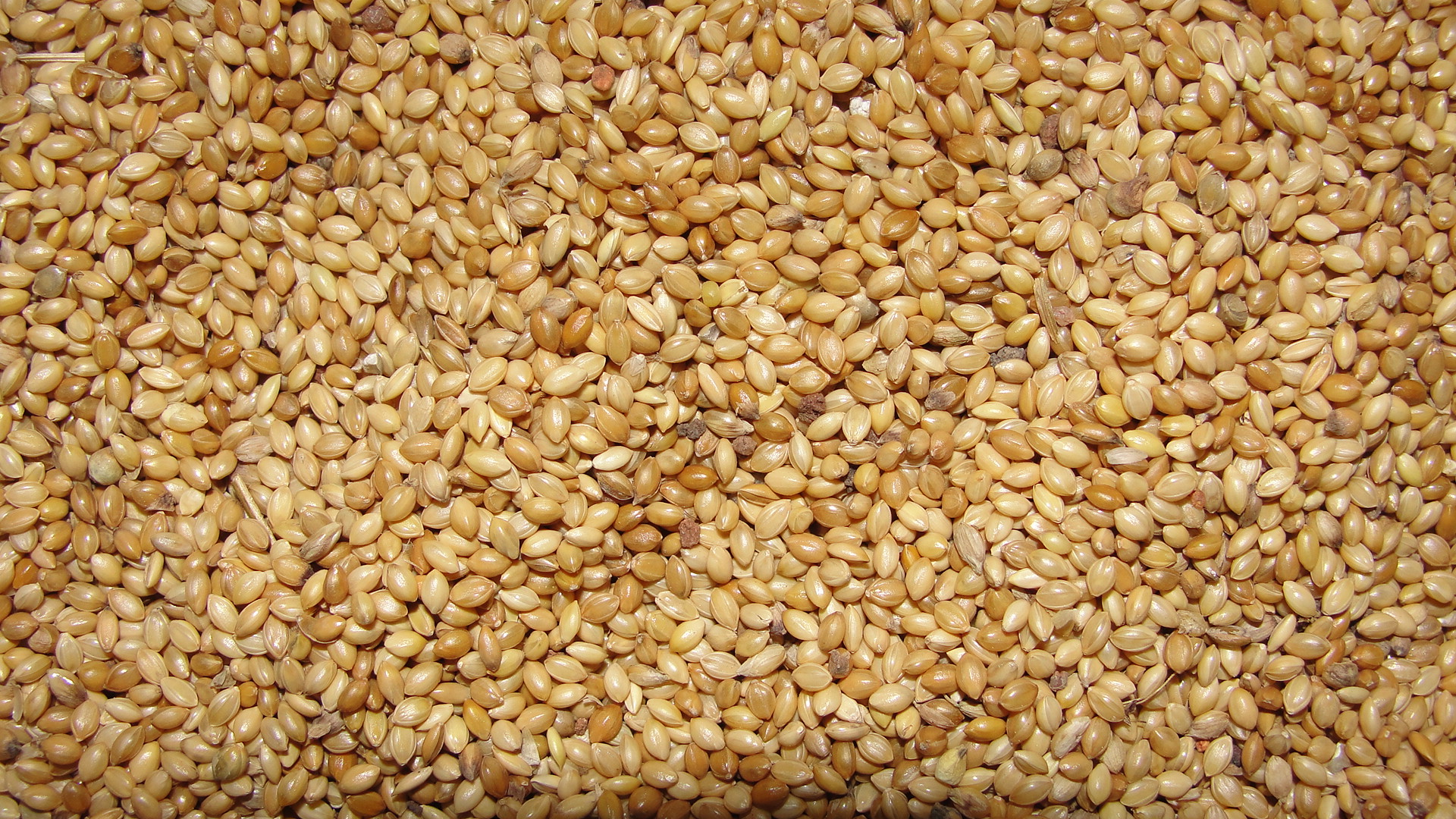
Неочищенные семена могара
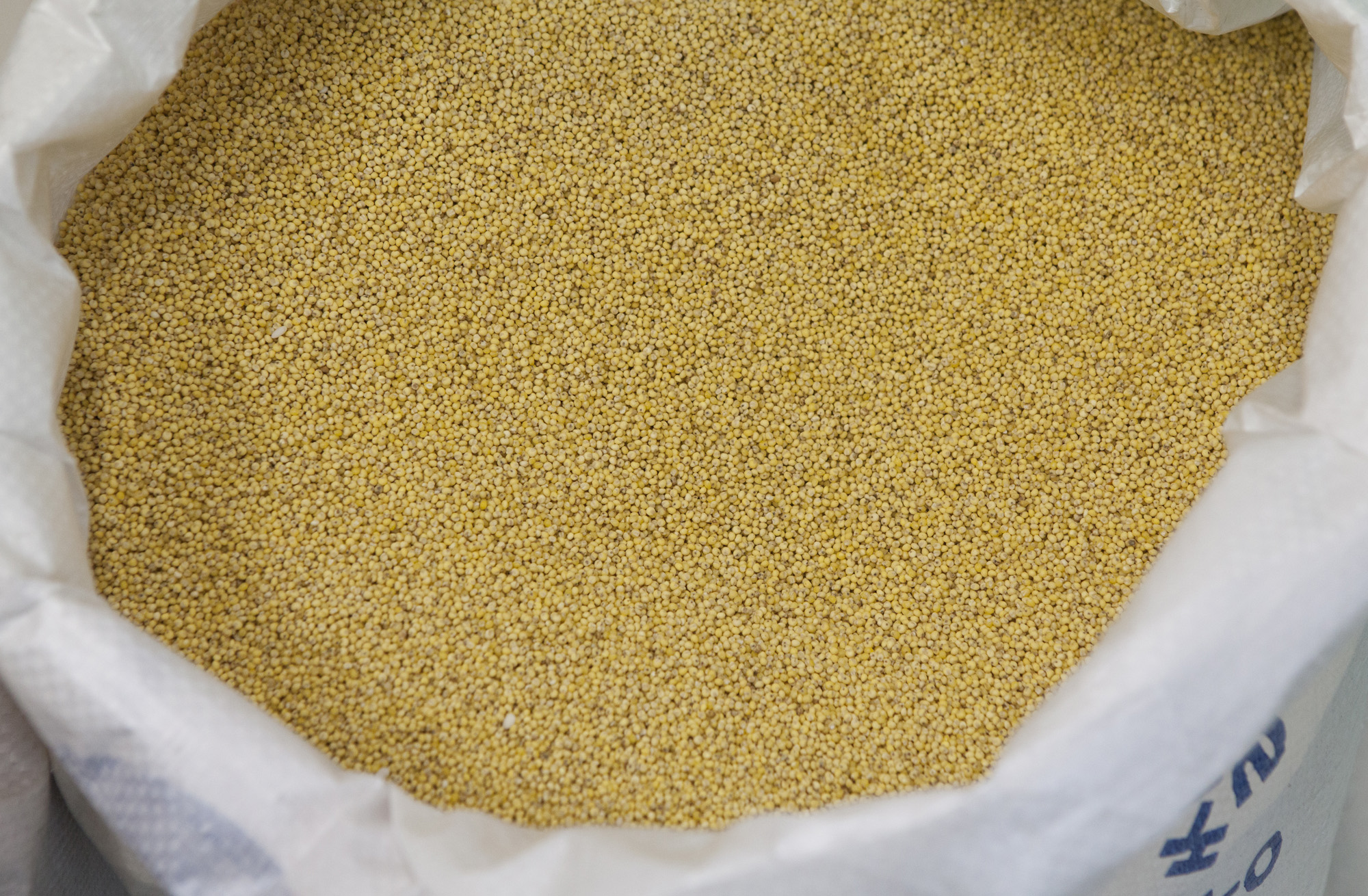
Очищенные семена могара
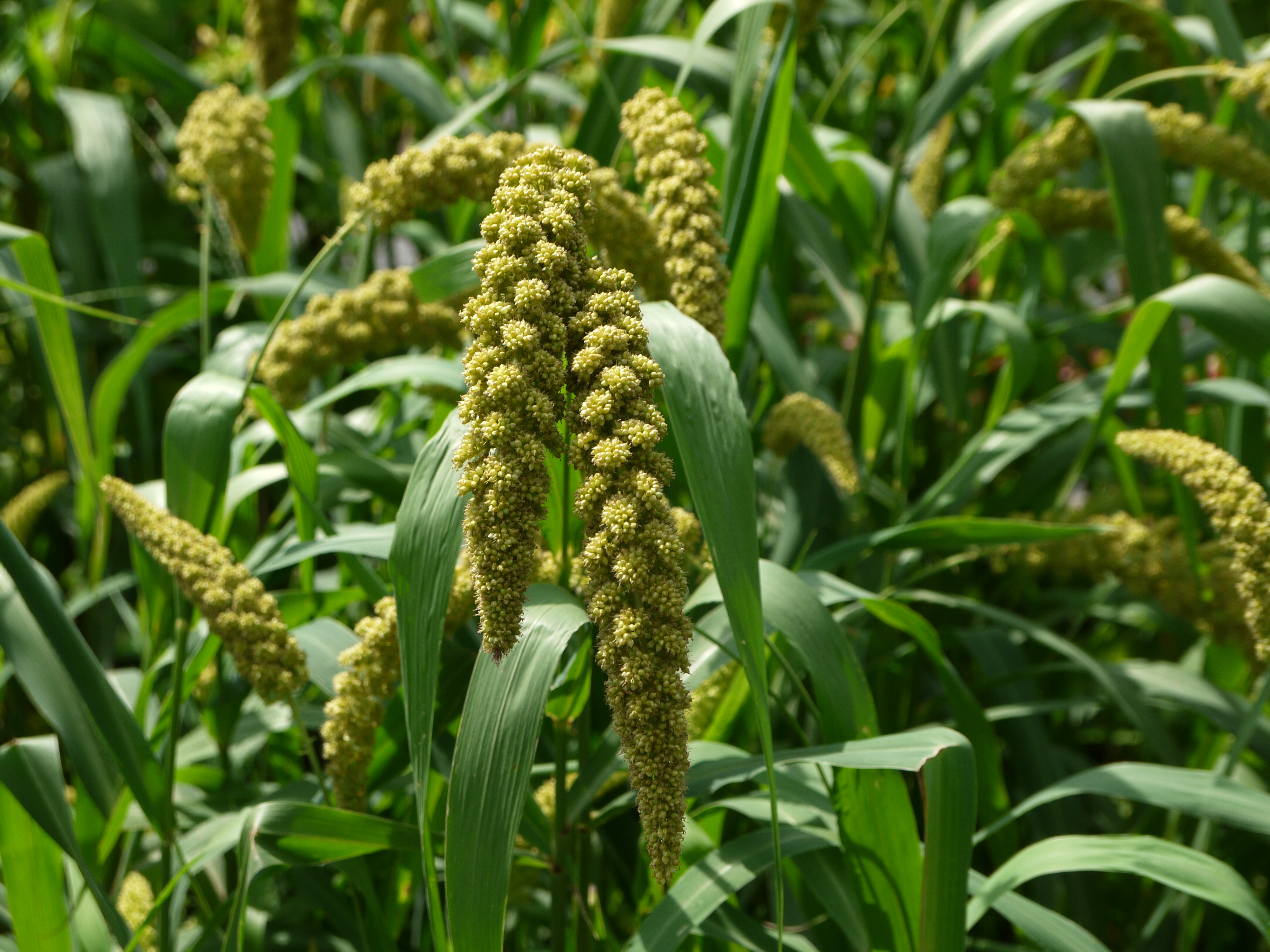
Японский могар
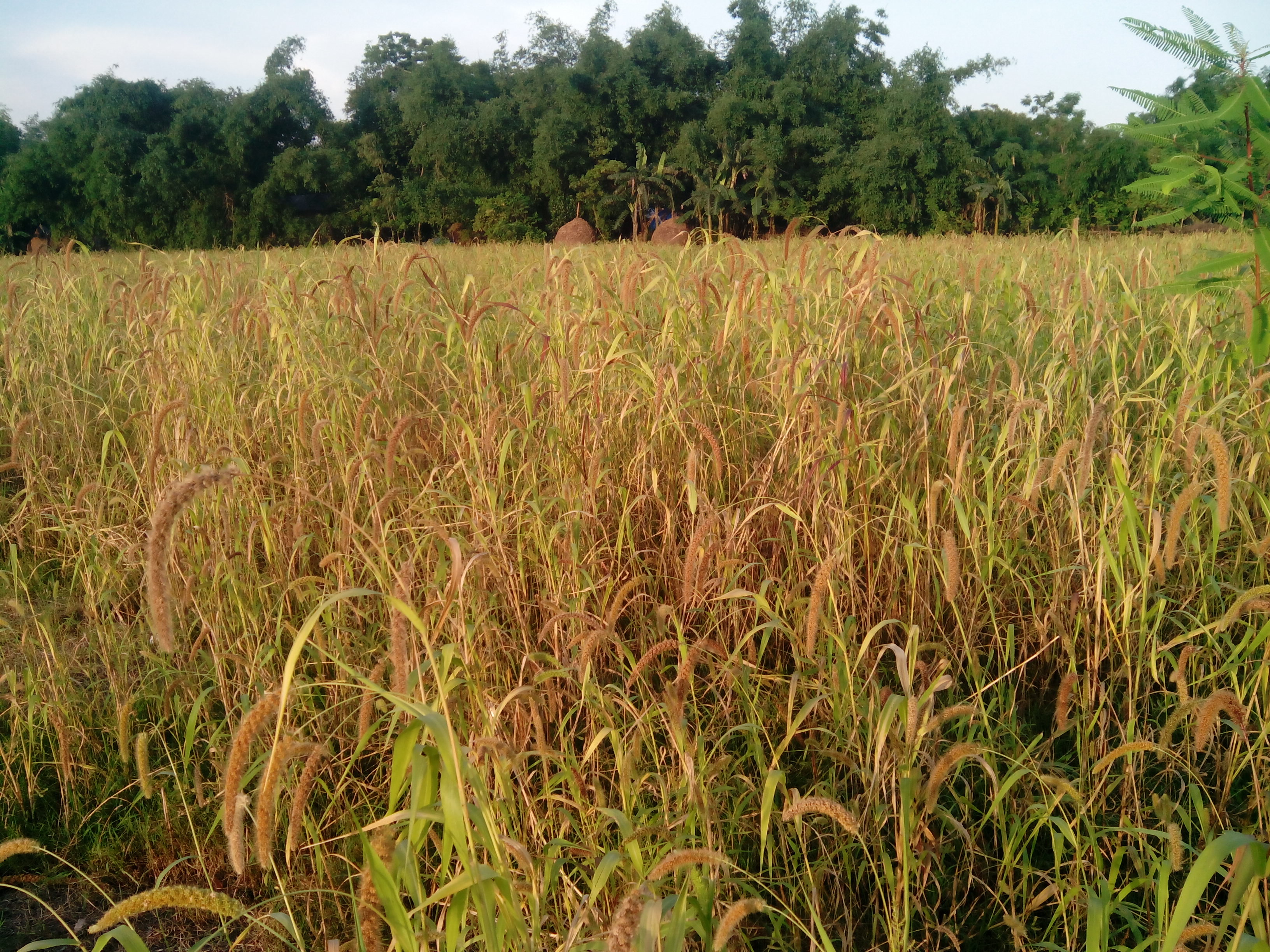
Поля могара в Бангладеш

## Таксономия
Setaria italica (L.) P.Beauv., Essai d'une Nouvelle Agrostographie 51. Pl. XIII fig. III 1812.
Известно большое количество разновидностей и синонимов, что связано с длительным нахождением растения в культуре.

### Разновидности
- Setaria italica var. atra (Körn.) F.T.Hubb.
- Setaria italica f. aurantiaca (Körn.) F.T.Hubb.
- Setaria italica f. breviseta (Döll) F.T.Hubb.
- Setaria italica f. gigas (Körn.) F.T.Hubb.
- Setaria italica subsp. italica (L.) P.Beauv. — Чумиза, Чёрный рис, Головчатое просо
- Setaria italica var. lobata (Körn.) Dekapr. & Kaspar.
- Setaria italica var. macrochaeta (Körn.) Dekapr. & Kaspar.
- Setaria italica var. metzgeri (Körn.) Jáv.
- Setaria italica var. mitis (Alef.) Hyl.
- Setaria italica var. rubra (Körn.) F.T.Hubb.

Подвид Setaria italica subsp. viridis (L.) Thell. обычно рассматривается как самостоятельный вид — Щетинник зелёный (Setaria viridis).

### Синонимы
По данным The Plant List на 2010 год, в синонимику вида входят:
- Alopecurus caudatus Thunb.
- Chaetochloa germanica (Mill.) Smyth
- Chamaeraphis italica (L.) Kuntze
- Echinochloa erythrosperma Roem. & Schult.
- Echinochloa intermedia Roem. & Schult.
- Ixophorus italicus (L.) Nash
- Oplismenus intermedius (Hornem.) Kunth
- Panicum aegyptiacum Roem. & Schult., nom. inval.
- Panicum asiaticum Schult. & Schult.f., nom. inval.
- Panicum chinense Trin.
- Panicum compactum Kit., nom. inval.
- Panicum elongatum Salisb., nom. illeg.
- Panicum lithospermum Vahl ex Hornem.
- Panicum germanicum Mill.
- Panicum germanicum Willd., nom. illeg.
- Panicum globulare (J.Presl) Steud.
- Panicum glomeratum Moench, nom. illeg.
- Panicum intermedium Vahl ex Hornem.
- Panicum italicum L.typus
- Panicum itieri (Delile) Steud.
- Panicum macrochaetum (Jacq.) Link
- Panicum maritimum Lam.
- Panicum melfrugum Schult. & Schult.f., nom. inval.
- Panicum miliaceum Blanco, nom. illeg.
- Panicum moharicum (Alef.) E.H.L.Krause
- Panicum panis (Jess.) Jess.
- Panicum pumilum Link, nom. illeg.
- Panicum serotinum Trin., nom. inval.
- Panicum setaceum Trin., nom. inval.
- Panicum setosum Trin., nom. inval.
- Panicum sibiricum Roem. & Schult., nom. inval.
- Panicum vulgare Wallr., nom. illeg.
- Paspalum germanicum (Mill.) Baumg.
- Penicillaria italica (L.) Oken
- Pennisetum erythrospermum (Vahl ex Hornem.) Jacq.
- Pennisetum germanicum (Mill.) Baumg.
- Pennisetum italicum (L.) R.Br.
- Pennisetum macrochaetum J.Jacq.
- Setaria asiatica Rchb., nom. inval.
- Setaria californica Kellogg
- Setaria compacta Schur, nom. inval.
- Setaria erythrosperma (Vahl ex Hornem.) Spreng.
- Setaria erythrosperma Hornem. ex Rchb., nom. inval.
- Setaria flavida Hornem. ex Rchb., nom. inval.
- Setaria germanica (Mill.) P.Beauv.
- Setaria globularis J.Presl
- Setaria itieri Delile
- Setaria italica var. italica
- Setaria italica var. moharia (Alef.) A.Zimm.
- Setaria italica subsp. moharica (Alef.) H.Scholz
- Setaria japonica Pynaert
- Setaria macrochaeta (Jacq.) Schult.
- Setaria maritima (Lam.) Roem. & Schult.
- Setaria melinis Link ex Steud.
- Setaria moharica Menabde & Erizin
- Setaria multiseta Dumort.
- Setaria pachystachya Borbás, nom. illeg.
- Setaria panis Jess.
- Setaria persica Rchb., nom. inval.
- Setaria pumila (Link) Schult.
- Setaria violacea Hornem. ex Rchb., nom. inval.
- Setariopsis italica (L.) Samp.